# Ronald Johansson
Per Vilhelm Ronald Johansson, född 6 mars 1936 i Göteborg, död 21 januari 1964 i Stockholm (skriven i Göteborg), var en svensk fotbollsmålvakt.
Johansson var son till förre IFK Göteborg-målvakten Gustav Johansson och spelade liksom fadern för IFK. Han flyttades upp från juniorlaget säsongen 1954/1955, men debuterade i Allsvenskan först säsongen 1956/1957. Han var IFK:s förstemålvakt 1956/1957 och 1957/1958; sistnämnda år blev han svensk mästare. Redan säsongen därpå petades han som förstemålvakt och stod inga matcher i Allsvenskan, och året därpå blev han nedflyttad i B-laget. Sammanlagt spelade han 44 allsvenska matcher för klubben innan han inför säsongen 1964 flyttade till IFK Stockholm. Han omkom i en arbetsplatsolycka den 21 januari 1964, då han föll från ett tak på Kungstensgatan när han skulle fira ner en bunt takplåtar i ett rep.
Åren 1954–1958 spelade Johansson 11 U-landskamper för Sverige.